# Delphacodes matanitu
Delphacodes matanitu är en insektsart som först beskrevs av George Willis Kirkaldy 1907.  Delphacodes matanitu ingår i släktet Delphacodes och familjen sporrstritar. Inga underarter finns listade i Catalogue of Life.